# Ђурђу
Ђурђу или Ђурђево (рум. Giurgiu) град је у Румунији. Она се налази у јужном делу земље, у историјској покрајини Влашка. Ђурђу је управно средиште истоименог округа Ђурђу.
Ђурђу је према последњем попису из 2002. године имао 69.345 становника.
Код Ђурђуа се налази једини данас постојећи гранични прелаз између Румуније и Бугарске преко веома дуге границе на Дунаву. Наспрам Ђурђуа се налази значајни бугарски град Русе.

## Географија
Град Ђурђу налази се у јужном делу историјске покрајине Влашке, у оквиру уже области Мунтеније. Ђурђу се образован у средишњем делу Влашке низије, на месту где се алувијална тераса низије најближе приближава Дунаву, што је ово место учинило погодним за његов прелазак и образовање трговишта, касније града.

## Историја
Подручје око Ђурђева било је густо насељено у време Дачана (1. век пре Христа). На подручју данашњег Ђурђева, налазио се Теодораполис. Град који је саградио ромејски цар Јустинијан (483-565).
Град су вероватно у 14. веку као луку на Дунаву основали трговци из Ђенове, који су основали банку и трговали свилом и сомотом. Једна од теорија је да су град назвали по заштитнику Ђенове, Светом Ђорђу.
Први пут се помиње 1395. године, за време владавине влашког војводе Мирче I Старијег, а Османлије су га освојили 1420. године ради контроле дунавског саобраћаја. Османлије су град назвали Јаргоу(Yergöğü). На турском Yer 'место/земља' + Göğü 'небо'. Мада је име вероватно дато због сличности између романског изговора "Giorgo" и турског "Yergöğü".
Као утврђени град, Ђурђево је често имало улогу у ратовима за освајање доњег Дунава. То је било место октобарске битке за Ђурђево 1595. године. Ту су биле и борбе влашког кнеза Михајла Храброг (1593-1601) против Турака, као и каснијег руско-турског рата (1787-1792). Град Ђурђево био је спаљен 1659. године. Османлије су 1771. године изградиле сахат-кулу у Ђурђеву као надзорну кулу за дунавски саобраћај. 1829. године утврђење је срушено, и остао је само замак на острву Слобозија, који је мостом повезан са обалом.
Током комунистичког режима (1952—1954), СССР је помогао изградњу Моста пријатељства између Ђурђева и Русеа у Бугарској.

## Срби у Ђурђеву
У том живописном румунском градићу Ђурђеву на Дунаву било је много Срба. Славни српски богаташ, трговац и бродовласник "Капетан Миша" - Миша Анастасијевић је ту имао своју привремену "камарашију". Та трговачка агенција имала је малену посаду поузданих чиновника: пословођа, секретар, новчар (касир), две кантарџије и чувар. Поред бироа, на Дунаву је Мишина компанија имала велико складиште (магазу) за робу.
Једну српску књигу набавили су у Букурешту, Срби купци из Ђурђева: Стелијан Георгију, Димитрије Христић, Христифор Стефановић.
Бугарску историјску књигу купили су у Букурешту 1836. године, тамошњи житељи: Константин Икономовић и Константин поп Лука.
Живот Наполеонов који је описао Александар Дима, превео је 1850. године на српски језик Љубомир Ненадовић. Ту књигу су набавили тада у Рушчуку, боравећи послом, неки Срби из Ђурђева. Помињу се у списку пренумераната, које је окупио њихов земљак Јован Јовичић из Рушчука: Константин Анастасијевић експедитор солске компаније у Ђурђеву, Јова Ивелић "материјалиста" и трговац житарски у Ђурђеву и Австатије Антон трговац у Ђурђеву.
Књигу руског историчара Гилфердинга, преведену на српски језик од стране Милићевића, набавили су у Букурешту Срби Ђурђевчани 1857. године. Били су то први људи места: Анастас Анастасијевић "староста" (кнез), Ђорђе Јовановић секретар код "старосте", Недељко Андрејевић трговац, Михаил Аврамовић комисионер, Никола Шљивић комисионер, Николај Поповић житељ, Максим Тодоровић житељ.
Године 1871. затворено је Ђурђевачко српско училиште (школа). Покојни Григорије Поповић је завештао тој школи 300 златника аустријских годишње. Очекивало се да ће његов син наследник Николај Поповић то одржати.

## Становништво
У односу на попис из 2002., број становника на попису из 2011. се смањио.
| 1966.  | 1977.  | 1992.  | 2002.  | 2011.  |
| ------ | ------ | ------ | ------ | ------ |
| 39.199 | 51.544 | 74.191 | 69.587 | 61.353 |

Матични Румуни чине већину градског становништва Ђурђуа, а од мањина присутни су једино Роми.

## Знаменитости
Значај града Ђурђуа је велик тиме што је то најближа дунавска лука граду Букурешту (60ак km), као и гранично положај на магистралном правцу Букурешт-Софија.

## Партнерски градови
- Русе
- Дунаујварош